# Фере Едуард Вадимович
Фере́ Едуа́рд Вади́мович (8 березня 1936, Кіблич — 31 травня 2009, Київ) — український правоохоронець, генерал-полковник МВС України.

## Біографія
Народився 8 березня 1936 року в селі Кібличі Гайсинського району, Вінницької області. Росіянин. Закінчив юридичний факультет Київського університету.
В органах внутрішніх справ з 1962 року. Службу почав із посади оперуповноваженого відділу дізнання Жовтневого райвідділу МВС у Києві, з 1969 року — старший оперуповноваженим карного розшуку УМ МООП УРСР, потім був заступником начальника відділу УКР МВС УРСР. З лютого 1974 року по липень 1976 року працював заступником начальника УВС Полтавської області, а з липня 1976 року по вересень 1977 року — заступником начальника УУР МВС УРСР. З вересня 1977 по лютий 1978 року обіймав посаду начальника Управління карного розшуку МВС УРСР. У 1984–1992 роках — начальник 7-го управління МВС УРСР, а з 1992 року — начальник Головного управління карного розшуку МВС України. У 1995 році призначений керівником Апарату Міністра внутрішніх справ України та радником міністра. У 1995–2000 роках — за часів міністра внутрішніх справ Юрія Кравченка був керівником апарату МВС.
Після відставки Кравченка в розпал справи Ґонґадзе (листопаді 2001 року) перейшов працювати радником в Державне управління справами. З 2001 року — на пенсії.

Могила Едуарда Фере

У липні 2003 року Едуарда Фере доставили в Центральний госпіталь МВС у важкому стані з діагнозом інсульт. Під час проведення реанімаційних заходів, у Едуарда Фере настала клінічна смерть. Через 15 хвилин серце генерала вдалося запустити, проте внаслідок ішемії (знекровлення) відмерла більша частина кори його головного мозку. Фере залишився живий, але з мінімальними функціями організму. Дихання генерала підтримувалося апаратом вентиляції легенів, а харчування здійснювалося штучно, через зонд в шлунку. Ділянки головного мозку, які відповідали за здатність до мовлення та рухово-опорний апарат не працювали. Фахівці називали стан Фере «вегетативним» і стверджували, що шансів на його вихід з коми немає. 31 травня 2009 року генерал-полковник МВС Едуард Фере помер не приходячи до тями. Похований на Міському кладовищі «Берківці» (ділянка № 45).

## Справа Ґонґадзе
Вважався одним із важливих свідків у справі Ґонґадзе, Генпрокуратура неодноразово надсилала запити на його допит, але до цього не дійшло через перебування Фере в стані коми.
Вважають, що Фере був близьким до керівника служби зовнішнього спостереження МВС України Олексія Пукача, звинуваченого у вбивстві Ґонґадзе.

## Державні нагороди
- Орден «За заслуги» III ст. (24 квітня 2003) — за вагомі трудові здобутки, самовідданість і високий професіоналізм, виявлені під час ліквідації наслідків Чорнобильської катастрофи, реалізацію важливих природоохоронних проектів[1]
- Відзнака Президента України — хрест «За мужність» (8 травня 1996) — за особисту мужність і відвагу, виявлені у ліквідації аварії на Чорнобильській АЕС[2]
- Відзнака Президента України «Іменна вогнепальна зброя» (23 серпня 1998) — за вагомий особистий внесок у боротьбу зі злочинністю, зміцнення законності й правопорядку, захист законних прав і свобод громадян, високий професіоналізм[3]
- Заслужений юрист України (4 жовтня 1997) — за вагомі заслуги у зміцненні законності і правопорядку, високий професіоналізм[4]